# 1,9-Decadien
1,9-Decadien ist eine organische chemische Verbindung aus der Gruppe der ungesättigten aliphatischen Kohlenwasserstoffe.

## Gewinnung und Darstellung
1,9-Decadien kann durch Ethenolyse von Cycloocten gewonnen werden.

## Eigenschaften
1,9-Decadien ist ein farblose klare Flüssigkeit.

## Verwendung
1,9-Decadien wird als Ausgangsstoff bei ADMET-Polymerisationen verwendet.